# Decio Mario Venanzio Basilio
Decio Mario Venanzio Basilio (latino: Decius Marius Venantius Basilius; fl. 484) è stato un politico romano attivo durante il regno di Odoacre.

## Biografia
Figlio di Cecina Decio Basilio e fratello di Cecina Mavorzio Basilio Decio e Cecina Decio Massimo Basilio, tutti e tre consoli, Basilio fu praefectus urbi e console nel 484 (o 508).
Provvedette con fondi personali al restauro dell'arena e del podio del Colosseo, danneggiati da un terremoto; Quella riparazione venne commemorata con una serie di statue posizionate nelle arcate superiori dell'anfiteatro, oggi perdute.
Quando venne sterrata l'arena nel XIX secolo, vennero trovate diversi frammenti di varie iscrizioni che commemoravano i restauri dell'anfiteatro Flavio (ad esempio, Onorio e Antemio), tra questi, tre esemplari di queste basi di statue con incisioni vennero rinvenuti, uno tuttavia venne perduto.
Oggi di quei lavori restano due iscrizioni, su basi per statue, ancora all'anfiteatro Flavio, che recitano:
(CIL VI, 1716)